# Hundred to Go
Hundred to Go è una miniserie televisiva italiana, realizzata da Fox in collaborazione con BMW.

## Produzione
Direttore della fotografia è Alessandro Pavoni, mentre la regia è affidata a Nicola Prosatore. Le musiche originali sono composte e suonate da Antonio Gramentieri, leader della band Sacri Cuori.
Le scene esterne della serie sono state girate in provincia di Rieti, nei pressi dell'abitato di Fiumata che affaccia sul lago del Salto.

## Trama
Siamo nel 2116 ed il mondo è profondamente cambiato. Un secolo prima, un grosso cambiamento ha rivoluzionato le vite delle persone, trasformandoli in esseri perfetta ma incapaci di provare qualsiasi emozione. Ormai tutti vivono la vita assieme al proprio clone, copia perfetta di sé stessi, assieme al quale passano la loro intera esistenza. Il tutto è stato creato dai tre Grandi Padri, nati cento anni prima, leader assoluti di questa rivoluzione a causa della quale non esistono più amicizia, famiglia ed amore.
X1 cercherà di cambiare il corso della storia tornando nel 2016 per impedire la scomparsa dei sentimenti aiutato dal suo clone X2, rimasto nel futuro, da Alice e dall'uomo senza doppio.

## Personaggi e interpreti
- X1; X2, interpretati da Matteo Martari
- Alice, interpretata da Marianna Di Martino
- L'uomo senza doppio, interpretato da Cesare Bocci